# Université du Roi-Saoud
L'université du Roi-Saoud (en arabe : جامعة الملك سعود ; en anglais : King Saud University ou KSU) est la première université en Arabie saoudite. Elle est située dans la banlieue nord-ouest de Riyad, la capitale du royaume. Désignée sous le nom d'université de Riyad jusqu'en 1982, elle est ensuite rebaptisée du nom de son fondateur. Établissement doté d’un campus réservé aux femmes, l'université du Roi-Saoud compte environ 80 000 étudiants.

## Historique
L'université du Roi-Saoud a été construite en 1957 à l'instigation du roi Saoud ben Abdelaziz Al Saoud.
Proclamé roi en 1932, Abdelaziz ben Abderrahmane Al Saoud initie un plan de modernisation du pays et la construction d'un système éducatif. À sa mort en 1953, son fils aîné Saoud ben Abdelaziz Al Saoud lui succède. Il engage peu de temps après de la création d’un Conseil des ministres, parmi lesquels figure un nouveau Ministère de l’Education. La direction revient au Prince Fahd.
En 1957, l’Université du Roi-Saoud voit le jour par décret royal, avant d’être reconnue comme entité juridique indépendante dotée d’un budget propre en 1961. Elle est responsable de l’éducation supérieure, de la promotion de la recherche universitaire et de l’avancée des sciences et des arts dans le pays. À partir de 1961, il est possible pour des femmes d'assister à des cours.
En 1965, la faculté d’agriculture est créée, et l’Université du Roi-Saoud obtient la gestion des facultés d’ingénierie et de l’éducation, précédemment sous la tutelle du Ministère de l’Education en coopération avec l’UNESCO.

### Université de Riyad
En 1967, un nouveau décret royal modifie les statuts de l’université, qui devient l’Université de Riyad.
La première faculté de médecine du Royaume ouvre en 1967. En 1974, l’Institut de la Langue arabe est inauguré, suivi en 1976 de la faculté d'odontologie et des Sciences médicales appliquées.
En 1975, l'université du Roi-Saoud accepte pour la première fois des femmes étudiantes à plein temps et dans un programme. La même année, l'université est modernisée par le cabinet d'architecture Hellmuth, Obata & Kassabaum. La première faculté dentaire du monde arabe ouvre ses portes sur le campus de l’université du Roi Saoud.

### Université du Roi-Saoud
Pour l’anniversaire des 25 ans de sa création, l’Université retrouve son nom d’origine sur décision du roi Khalid ben Abdulaziz.
En 1983, les facultés d’informatique et des sciences de l’information ainsi que d’architecture et planification sont créées.
En 1996, le Conseil de l’éducation supérieure saoudien approuve la création d’un centre de conseil et de recherches renommé depuis Centre de conseil et de recherches du Roi Abdallah pour les sciences médicales.
En 2004, les facultés de l’université du Roi-Saoud et de l’université islamique de l’Imam Mohammed ibn Saoud présentes sur le campus de Qassim sont regroupées pour devenir une université indépendante.

### Direction
Personnalités ayant assuré la présidence de l’université du Roi Saoud depuis sa création en 1957:
- 1957-1959 : Dr. Abdulwahab ben Mohammed Azam
- 1959-1960 : Sheikh Nasser Al-manqour
- 1961-1971 : Abdulaziz ben Muhammad Al-Khwaiter
- 1971-1979 : Abdulaziz ben Abdullah Al-Fadda
- 1979-1990 : Mansour ben Ibrahim Al-Turki
- 1990-1995 : Ahmad ben Muhammad Al-Dhubaib
- 1995-2007 : Abdullah ben Muhammad Al-Faisal
- 2007-2012 : Dr. Abdullah Al-Othman
- Depuis 2012 : Dr. Badran Al-Omar

## Facultés

### Médecine
La faculté de médecine du Roi-Saoud est créée en 1967 sous le règne du Roi Faisal. En 2017, six facultés permettent des spécialisations dans le champ médical :
- Faculté de médecine
- Faculté d'odontologie
- Faculté de Pharmacie
- Faculté de sciences médicales appliquées
- Faculté d'infirmerie
- Faculté du Prince sultan pour les services d’urgences médicales

En avril 2017, l’université du Roi-Saoud et le ministère de la santé saoudien signent un protocole d’entente pour améliorer l’accompagnement des étudiants en pharmacie dans le public et dans le privé, et de faciliter leurs projets de recherche.

### Sciences
La faculté des Sciences est créée en 1958, un an après l’inauguration de l’université du Roi-Saoud. Elle se compose de différentes filières :
- Faculté d'architecture et de planification
- Faculté de gestion
- Faculté d'ingénierie
- Faculté de sciences
- Faculté de technologie agricole et alimentaire
- Faculté des sciences informatiques

La faculté d’ingénierie est créée en collaboration avec le ministère de l’éducation et l’UNESCO en novembre 1962. Elle est officiellement rattachée à l’université du Roi-Saoud en 1969. La faculté compte à sa création trois départements spécialisés dans l’ingénierie civile, l’ingénierie électronique et l’ingénierie mécanique. En 1974, deux nouveaux départements voient le jour, avec le génie chimique et pétrolière. En 1982, un programme de génie industriel est créé au sein du département d’ingénierie mécanique et en 1988, un programme destiné à l’arpentage est créé en 1988 au sein du département d’ingénierie civile.

### Sciences humaines
L’université du Roi Saoud compte sept facultés et instituts voués aux sciences humaines :
- Faculté des arts
- Faculté de pédagogie
- Faculté de droit et de sciences politiques
- Faculté de langues et traduction
- Faculté de tourisme et patrimoine
- Faculté de langue arabe
- Faculté d'éducation physique et sports

En juin 2017, le prix Sheikh Mohammed ben Rachid pour la langue arabe est décerné à un professeur associé en langues appliquées de l’Université du Roi Saoud pour son programme d'enseignement de la langue arabe à destination des non-arabophones.

## Campus

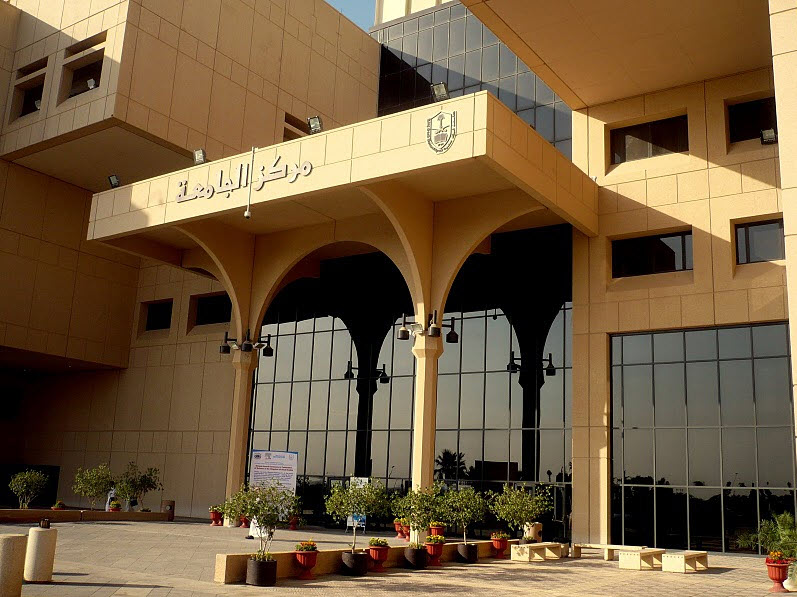
Entrée de l'université du Roi-Saoud.

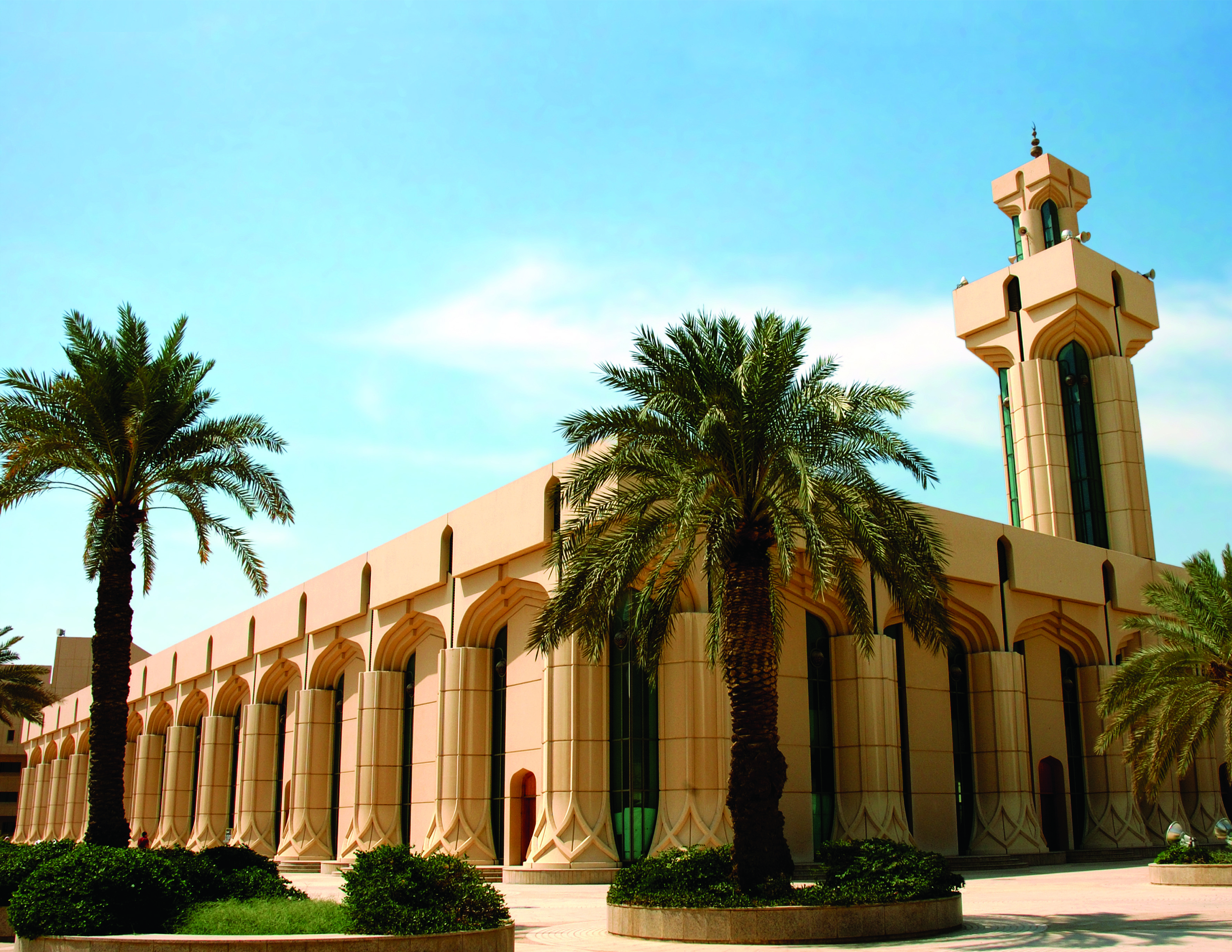
Mosquée de l'Université du Roi-Saoud.

En 2017, le campus de l’université du Roi Saoud s'étend sur près de 900 hectares.

### Monuments
L’entrée du campus universitaire est l’œuvre de Basil Al Bayati. Sa structure reprend deux piliers de l’islam, la foi et la connaissance, et souligne leur rapport étroit. Les couvertures des livres sont recouvertes de versets sacrés du Coran.
En 1982, Basil Al Bayati a élaboré la mosquée principale de l’université. Sa création incorpore le motif du tronc de palmier. La réalisation de la calligraphie intérieure et du mihrab est confiée à Ghani Alani de l’école de calligraphie de Bagdad. Le bâtiment est nommé en 1992 pour le prix Aga Khan d'architecture.

### King Saud University Medical City
La King Saud University Medical City (KSUMC) se compose de plusieurs hôpitaux et centres de recherche universitaires, ainsi que de divers département médicaux spécialisés. Le complexe accueille 1 300 physiciens à plein temps, 850 résidents et 2000 employés du secteur médical, auprès desquels les étudiants formalisent leur apprentissage.

#### Hôpital universitaire King Abdulaziz
Créé en 1956, l’hôpital universitaire du Roi Abdulaziz est rattaché à l’Université en 1976. Il dispose de deux départements spécialisés en otorhinolaryngologie et en ophtalmologie, d’un service de médecine générale, d’une unité pédiatrique et d’un centre universitaire du diabète.

#### Hôpital universitaire King Khalid
L’hôpital universitaire du Roi Khalid est créé en 1982. Il dispose d’un service de 850 lits pour des consultations en médecine généraliste et spécialisée, ainsi que d’un bâtiment destiné aux consultations externes. On y trouve 20 salles d’opération, un laboratoire, un service de radiologie, et des services de pharmacie en plus des autres fonctions support.

### Campus féminin
L’université du Roi Saoud comprend un campus réservé aux étudiantes, situé à l’est du campus principal. Il est composé de 12 facultés : cinq vouées aux filières médicales, quatre aux sciences humaines trois aux matières scientifiques. Inauguré pour l’année universitaire 2013-2014, le campus peut accueillir près de 30 000 étudiantes.

### Bibliothèques
L’Université du Roi-Saoud compte une douzaine de bibliothèques non mixtes. Au moment du déménagement de l’Université, le regroupement de neuf bibliothèques a permis de créer la bibliothèque centrale, renommée plus tard Bibliothèque centrale du Roi Salmane. Établie dans un bâtiment de 7 étages, elle s’étend sur plus de 50.000 m2 et compte 4.000 places assises.

## Programmes et instituts
Durant son existence, l’université a mis en place un certain nombre de programmes et instituts en collaboration avec des entités publiques et privées, notamment : 
- L’institut du Roi Abdullah pour les nanotechnologies
- L’institut du Roi Salmane pour l’entrepreneuriat
- Le programme Riyad Techno Valley

En 2008, l'université du Roi Saoud développe un important parc scientifique sur son campus de Riyad, la Riyad Techno Valley, dans le but d’améliorer l'environnement de recherche et d'encourager les chercheurs et les diplômés à participer au rayonnement du savoir dans la région et à l’international. L'université concentre ses recherches sur les produits pharmaceutiques, les catalyseurs et les biotechnologies. En 2017, l’entreprise saoudienne SABIC lance un hub voué à l’innovation dans le secteur pétrochimique au sein de la Riyad Techno Valley.

## Classements
| Classement                                      | Année     | Rang monde | Rang Asie | Rang monde arabe |
| ----------------------------------------------- | --------- | ---------- | --------- | ---------------- |
| Classement académique des universités mondiales | 2016      | 101-150    | 7         | 1-2              |
| Classement mondial des universités QS           | 2017      | 221        | 41        | 3                |
| Webometrics (en)                                | 2015      | 224        | 15        | 1                |
| URAP (en)                                       | 2016-2017 | 179        |           | 1                |

En 2016, le Centre pour l’excellence de l’apprentissage et de l’éducation de l’université reçoit le prix Khalifa pour l'Éducation, décerné par le président des Émirats arabes unis.

## Personnalités liées à l'université

### Professeurs
- Khalid ben Mohammed al Ankary